# Martin Gruber (Mediziner)
Martin Gruber (* 4. Mai 1968 in Baden) ist ein österreichischer Facharzt für Orthopädie und orthopädische Chirurgie, mit Zusatzfach Sportorthopädie, und Teamarzt des Österreichischen Skiverbandes (ÖSV).

## Leben und Ausbildung
Nach dem Studium an der Medizinischen Universität Wien absolvierte er die Ausbildung zum Facharzt an der Universitätsklinik für Orthopädie im AKH Wien. Seine Forschungsarbeit widmete er im tierexperimentellen Bereich der autologen Knorpelzelltransplantation. Als Mediziner arbeitete er unter anderem am Heeresspital Wien, Landesklinikum Lilienfeld, Klinikum Freistadt, Otto Wagner Spital und am Universitätsklinikum Krems.
2011 gründete er das Medizinzentrum Alserstraße (MZA). 2013 engagierte der Österreichische Skiverband (ÖSV) Gruber als medizinischen Betreuer des Weltcupteams der Herren. 2016 folgte die Gründung der Sporthalle Wien, wo er das aus den USA stammende Trainingskonzept im Bereich der funktionalen Fitness "Mov-nat" erstmals nach Österreich brachte.

## Wirken und medizinische Schwerpunkte
Gruber spezialisiert sich als Chirurg auf sportorthopädische rekonstruktive Eingriffe im Bereich der unteren Extremität, wie etwa autologe und homologe Knorpelzell- und Meniskustransplantationen, Korrektur der Beinachse (Umstellungsosteotomien), Wiederherstellung der Kreuz- und Seitenbänder sowie teil- oder totalendoprothetischen Oberflächenersatz von Gelenken.
Seit 2005 betreut Martin Gruber das Ski-Nationalteam der Herren des Österreichischen Skiverbandes (ÖSV). Von 2013 bis 2019 war er Teamarzt der Hahnenkammrennen in Kitzbühel. Im Rahmen seiner Tätigkeit als ÖSV-Arzt beriet und behandelte er unter anderem Klaus Kröll, Michael Walchhofer und Hermann Maier. Gruber wurde 2017 zum Chief Medical Officer der FIVB Beach Volleyball World Championships ernannt. Seit 2018 betreut er als verantwortlicher Turnierarzt das Vienna Beach Major Turnier.

## Publikationen (Auswahl)
- P. Vavken, R. Dorotka, M. Gruber: Economic modeling and decision making in the development and clinical application of tissue engineering. In: U. Meyer, J. Handschel, H. P. Wiesmann, Th. Meyer (Hrsg.): Fundamentals of Tissue Engineering and Regenerative Medicine. 2009, ISBN 978-3-662-51830-4. doi:10.1007/978-3-540-77755-7_2
- P. Vavken, M. Gruber, R. Dorotka: [Tissue engineering in orthopaedic surgery–clinical effectiveness and cost effectiveness of autologous chondrocyte transplantation]. In: Zeitschrift fur Orthopadie und Unfallchirurgie. Band 146, Nummer 1, 2008 Jan-Feb, S. 26–30, doi:10.1055/s-2007-989435, PMID 18324578 (Review).
- A. Grübl, C. Chiari, A. Giurea, M. Gruber, A. Kaider, M. Marker, H. Zehetgruber, F. Gottsauner-Wolf: Cementless total hip arthroplasty with the rectangular titanium Zweymuller stem. A concise follow-up, at a minimum of fifteen years, of a previous report. In: The Journal of Bone & Joint Surgery. Band 88, Nr. 10, Okt 2006, S. 2210–2215. PMID 17015598.
- A. Grübl, M. Weissinger, W. Brodner, A. Gleiss, A. Giurea, M. Gruber, G. Poll, V. Meisinger, F. Gottsauner-Wolf, R. Kotz: Serum aluminium and cobalt levels after ceramic-on-ceramic and metal-on-metal total hip replacement. In: The Journal of Bone & Joint Surgery. Band 88, Nr. 8, Aug 2006, S. 1003–1005. PMID 16877596
- A. Grübl, C. Chiari, M. Gruber, A. Kaider, F. Gottsauner-Wolf: Cementless total hip arthroplasty with a tapered, rectangular titanium stem and a threaded cup: a minimum ten-year follow-up. In: The Journal of Bone & Joint Surgery. Band 84-A, Nr. 3, 2002, S. 425–431. PMID 11886913.

## Vorträge (Auswahl)
- "Umstellungsosteotomie im Senium – Was macht Sinn?" GOTS Jahreskongress Salzburg, 27.–29. Juni 2019
- "Experimental aspects of tissue engineering in the treatment of degenerative cartilage damage". Nehrer St., Gruber M., Symposium: Regenerative Medizin am Bewegungsapparat, 13. Oktober 2007, Donau-Universität Krems
- "Experimentelle Modelle in der Arthroseforschung", M. Gruber, R. Dorotka, M. Schinhan, C. Chiari, Medizinische Universität Wien, 15. September 2007
- "Rezente Entwicklungen der rekonstruktiven Kniegelenkschirurgie - Update der arthroskopisch assistierten Meniskus-, Knorpel- und Kreuzbandchirurgie", Gruber M., Nehrer St., International Ischia Days, September 2006
- "Neue therapeutische Möglichkeiten in der Behandlung von Knorpelläsionen", Gruber M., Dorotka R., Nehrer St., Sports Medicine Continental Course – Medical Commission of the IOC, 2005